# Museo Arqueológico Regional Guane de Floridablanca
El Museo Arqueológico Regional Guane de Floridablanca está ubicado en la Casa Paragüitas (Floridablanca, Colombia). Contiene más de 860 piezas arqueológicas y su museografía además de incluyente es pedagógica y se fortalece con la activación de una oferta de servicios al público. Son especialmente interesantes las reflexiones sobra la Cultura Guane.

## Historia
En el territorio de Santander, por los corredores del imponente Cañón del Chicamocha, habitó una etnia llamada Guane en, cuyas evidencias de cultura material, que datan del año 1200 al 1400 d. C. constituyen una parte importante del legado prehispánico de esta región de Colombiana.
En enfrentamiento a la dominación española no le impidió la prolongación de sus dotes como una cultura alfarera, agricultora y textilera, de la cual podemos apreciar hoy en día un buen número de piezas de gran factura que evidencian las grandes habilidades artísticas de este pueblo.
Esta colección de más de 800 piezas arqueológicas, fue adquirida por el Municipio de Floridablanca en 1994, para fundar el Museo Arqueológico Regional Guane. Entre estas es posible apreciar botellones, ollas, cuencos, copas , collares, líticos, lanzas, tejidos, metales, y piedras de moler.
La revaloración de esta colección, a través de este espacio positivo , permitirá a público e investigadores, trazar nuevas representaciones que amplíen el legado simbólico de esta etnia.
Lo doméstico , lo económico y lo ceremonial se aprecian de manera paralela por medio de los trabajos de alfarería y de tejido que permiten reconocer en cada jarra, olla, cuenco o manta, la importancia de su uso en el ámbito doméstico, como prendas de intercambio económico, y finalmente como objetos con un gran valor simbólico-ritual en el ciclo final de la vida, a través de las mortajas para los cuerpos que eran depositados en las urnas de cerámica..

## Ubicación
Actualmente en la casa Paraguitas casa de la cultura Piedra del sol.

## Colecciones
Cuenta con unos 860 piezas entre jarras, cerámicas, collares y tejidos de la cultura Guane.

### Colección de Entomología
La Colección Herpetológica del Museo de La colección se creó en 1975 por el Prof. William Olarte Espinosa, con el objetivo de aportar al conocimiento de la fauna entomológica. La Colección Entomológica UIS se formó con material obtenido de colectas en áreas de cultivo de guayaba, cítricos, tabaco y palma, también por material colectado en salidas de campo, trabajos de grado de estudiantes de pregrado y aportes del Grupo de estudios en Biodiversidad. Actualmente la colección cuenta con aproximadamente 10000 ejemplares de insectos en su gran mayoría colectados en el Departamento de Santander. También cuenta con ejemplares para el desarrollo de actividades académicas y divulgativas. 
La colección se encuentra principalmente constituida por las colectas realizadas en trabajos de investigación hacia algunas áreas del departamento de Santander destacando colectas en zonas de conservación (Santuario de Flora y Fauna Guanentá Alto Rio Fonce, parque nacional natural Serranía de Los Yariguíes), zonas de páramo (Páramo de Berlín), bosques secos (Cañones del río Chicamocha, Suárez y Sogamoso) y del área metropolitana (Jardín botánico "Eloy Valenzuela").

### Colección Ictiológica
Se inicia en el año 2004 con el desarrollo de dos trabajos de grado con peces santandereanos como sujetos de investigación.
Se cuenta con aproximadamente 2.500 ejemplares principalmente de las cuencas tributarias del río Magdalena. Responsable: Profesor Rafael Mauricio Torres Mejía

### Colección Herpetológica
La Colección Herpetológica del Museo de Historia Natural fue reestructurada a partir del año de 1993 con base en una colección precedente y nuevos organismos colectados a partir de proyectos de investigación desarrollados con el Laboratorio de Biología Reproductiva de Vertebrados. 
La Colección Herpetológica tiene como objetivo el servir de banco de información de las especies de herpetofauna de la región de influencia de la Universidad, recibiendo y manteniendo material de anfibios y reptiles no voladores como material de referencia para trabajos de investigación sobre diversidad.

### Colección de Ornitológica
La colección de aves se enriquece permanentemente con las colecciones realizadas por los profesores José Gregorio Moreno y Víctor Hugo Serrano y sus estudiantes de a Carrera de Biología

### Colección de Mastozoología
Las primeras colecciones de fauna en general se iniciaron en 1969 por Profesor Silvio Vergara. En 1970 se contrató a Richard Smith (Kansas University) para impartir un curso de taxidermia tomado por el Ornitólogo Hernando Romero Zambrano quien entre 1970 y 1974 se hizo cargo de las colecciones zoológicas. En 1974 el profesor Romero se trasladó a la Universidad Nacional y las colecciones quedaron a cargo del técnico Nelson Moreno. Desde entonces la colección mastozoológica se ha enriquecido con las colecciones realizadas por los profesores y estudiantes de la antigua Licenciatura en Biología y la Carrera de Biología (desde 1991). 
La colección de mamíferos cuenta con aproximadamente 450 ejemplares de pieles y cráneos representantes de la mastofauna santandereana.

## Herbario UIS
El herbario de la Universidad Industrial de Santander UIS, fue institucionalizado en el año de 1978 (Acuerdo N° 075 del 2 de mayo), enmarcado dentro del proyecto "Desarrollo de las Investigaciones Sobre Flora del Departamento de Santander" presentado por Enrique Rentería Arriaga, entonces responsable del Herbario UIS del departamento de Biología. 
Actualmente la colección se encuentra registrada ante el Instituto Alexander von Humboldt y adscrito a la ACH, así como citado en el Index-Herbariorum. La colección cuenta con 13.282 especímenes catalogados, representantes de 242 familias botánicas, 1265 géneros y 3510 especies, contando con 14 ejemplares tipo. Investigadores en diferentes grupos han colaborado en la colección y determinación de los ejemplares, aportando en el crecimiento y fortalecimiento del Herbario UIS como centro de documentación. Las familias mejor representadas son Asteraceae, Melastomataceae, Rubiaceae, Fabaceae y Euphorbiaceae.

## Frases
- Una vez que una especie se extingue, ninguna ley puede hacerla regresar: se ha marchado para siempre

Allen M. Solomon, ecólogo
- “Primero, fue necesario civilizar al hombre en su relación con el hombre. Ahora, es necesario civilizar al hombre en su relación con la naturaleza y los animales”. Victor Hugo